# Dusona kriechbaumeri
Dusona kriechbaumeri är en stekelart som först beskrevs av Costa 1884.  Dusona kriechbaumeri ingår i släktet Dusona och familjen brokparasitsteklar. Inga underarter finns listade i Catalogue of Life.